# Chlorangiellaceae
Chlorangiellaceae, porodica zelenih algi u redu Chlamydomonadales. Pripada joj tridesetak vrsta u 12 rodova.

## Rodovi
1. Cecidochloris Skuja
2. Chlamydomonadopsis B.Fott
3. Chlorangiella De Toni
4. Chlorangiochloris Korshikov
5. Chlorangiopsis Korshikov
6. Chlorangium Stein
7. Chlorophysema Pascher
8. Malleochloris Pascher
9. Pseudochlorangium Bourrelly
10. Stylosphaeridiella M.O.P.Iyengar
11. Stylosphaeridium Geitler & Gimesi
12. Tetracladus Swirenko

## Vanjske poveznice
|  | Zajednički poslužitelj ima još gradiva o temi Chlorangiellaceae |
|  | Wikivrste imaju podatke o taksonu Chlorangiellaceae             |